# 鲍里斯·施雷伯
鲍里斯·施雷伯 （1923年5月28日—2008年2月11日），法国作家，出生于柏林，在纳伊一所美国医院去世。

## 生平
鲍里斯·施雷伯（法语：Boris Schreiber），1923年5月28日出生于柏林。俄国大革命后，他的父亲弗拉基米尔·施雷伯和母亲欧金妮·马科维奇前往柏林避难。父亲先后供职于拉德鲁特拉和一家德国进出口公司，那几年，其家庭生活过得相对殷实。六年后，父亲不幸失业，施雷伯一家不得不离开柏林前往安特卫普谋生，经济非常拮据。不久，鲍里斯·施雷伯和他的母亲被姑妈尤金妮·施雷伯一家接到里加。在里加，鲍里斯·施雷伯开始跟随姑妈学习法语。施雷伯夫妇于20世纪30年代初移居巴黎，少年鲍里斯·施雷伯因此辗转于多个学校就读，漂泊不定，流离转徙构成了他孩提生活的底色。
施雷伯于1937年开始写日记，并由此结识了多位作家，如罗曼·罗兰、乔治·杜哈梅尔、弗朗西斯·卡科。随着对文学了解的不断深入，他接触到了东方犹太小说家的作品，尤其是伊莱娜·内米洛夫斯基和让·马拉夸的小说。 1938年，安德烈·纪德接待了他，施雷伯为他朗读了自己的日记和一部短篇小说
二战德国占领法国期间，施雷伯一家搬到马赛定居。来到马赛后，鲍里斯·施雷伯去往卡布里拜访了纪德，并在那儿先后遇到了罗杰·马丁·杜·加德、亨利·托马斯和让·斯伦贝谢。1942-1943年，通过高中毕业会考后，施雷伯就读于艾克斯-马赛大学法学院。尽管维希当局给他签发的文件表明，施雷伯是俄罗斯血统无国籍人士，但由于他信仰东正教，最终成功躲过了反犹太法的制裁。1944年，为了逃避强制劳役，施雷伯被迫为德国托特组织（纳粹德国土木工程和军事工程组织）工作。马赛解放前夕，施雷伯加入法国抗德国内民众武装部队，随后在法国共产党报纸《红色正午》工作了几个月后，回到巴黎与父母团聚。不久，施雷伯在浪漫巴黎邂逅西蒙妮，几年后二人喜结连理。1947年，施雷伯获得法国国籍，在索邦大学继续攻读文学和俄语。
1957年，施雷伯的第一部小说 庇护权出版。这部小说讲述了马赛战争的故事。任教几年后，得益于他的父亲石油生意的成功，放下工作的施雷伯，依靠父母津贴，开始全身心地投入写作。1963年，缺席者的会面获得了战斗奖。此后，施雷伯陆续在多家出版社出版了十余部小说，虽然反响不大，但他的小说为他赢得了尊重。1987年，其作品穿越周日获得了圣伯夫奖。
1968年，施雷伯和西蒙妮分手，和吕安西娜同居。1975年出版的小说《火山口》提到了这次分手。1976年，施雷伯的父亲去世。几年后，他离开了吕西安娜，并和西蒙妮离婚。1982年，施雷伯和阿里亚结婚。这个时期的施雷伯经常赴国外旅行，有时也会在美国长岛定居一段时间。1985年，母亲去世后。施雷伯开始创作自传体作品。1996年，《大约半小时的沉默》获得了勒诺多文学奖。施雷伯去世前几周，他的最后一部作品——短篇小说集《伪标题》出版。

## 作家和作品简析
施雷伯从十三岁开始写日记，这个习惯持续了一生。他如此评价自己：“战前是外国人，战中是犹太人，战后是被抛弃的作家”。时代、人和作品，是他痛苦的三大组成部分。施雷伯的作品呈现两极分化：从1957年创作的第一部小说庇护所到2008年最后一部小说集伪标题为代表的小说；和施雷伯独创的，拒绝使用第一人称单数的自传体作品：《夜晚的奶》（1989）、《撕裂的向日葵》（1991）、《大约半小时的沉默》（1996）和《墙外》（1998）。这两极之间并无断层：因为生活和虚构彼此汲取营养。施雷伯（未出版的）日记和回忆录收录了一位犹太少年在战争期间无法示人的全部经历和情感。
施雷伯只为写作而活。然而，不仅他的父亲不看好他的职业，数不清的出版商也拒绝并羞辱他的作品。尽管施雷伯的父母为他提供物质资助和精神支持，以便让他可以全身心投入写作，但施雷伯仍然和文学界保持着距离。在当时的文学界，阿兰·博斯凯和皮埃尔·德拉克林等人，是他仅有的为数不多的好友。他的作品也不追逐潮流。但他的创作主题（如战争、犹太人等）和创作形式上的创新（如复杂的叙述方式、不可靠的叙述者等），都和他同时代的作者（让·马拉夸、罗曼·加里、让·凯罗尔等）不谋而合，殊途同归。
施雷伯意识到了自己的才华。在他的小说和自传体作品中，他化身为一个被诅咒的作家，经常把自己描绘成一个狂妄自大、孤僻厌世、眼里只有自己的作品、期待得到认可的人。这个夸张甚至怪诞的作家形象，极易将评论家和公众的注意力从作品转移到作者身上。作为一个本应该消失在历史中的人，一个为了活下来，替杀害犹太人同胞的德国纳粹工作了一年的人，他的人生，除了文学与写作，找不到活下去的其他方式。正因如此，战争的记忆是他的文学作品中永恒的主题，而且作品中的主人公多数否认自己的身份。所以，对于施雷伯本人而言，他的作品既是生存纪实，又是生存故事，黑白是非缠绕，现实虚幻相交，正如他1957年出版的第一部小说庇护所的开头所写：《我活下来的这一天是多么的可怕》。德国占领法国的五年间，施雷伯作为一个犹太少年和无国籍人士，不得不保持沉默，并将这种沉默中的内心世界转而记录在作品中。惟其如此，施雷伯的作品是试图证明20世纪至暗时刻最强有力的证据之一。

## 核心论题
如果一位作家的作品总是围绕着自我展开，或以第一人称“我”自传，或借小说主角之口贩卖自我，始终让自己穿越在自己的故事之中，明显彰显着作者的“自恋”倾向。这个精神分析学中的概念显然适用于施雷伯和他的作品。但是悖论之处在于，这种解读又把他的作品限制住了，从而忽视了在他的作品中正是这种错乱游戏使得叙述正常运转之妙。在施雷伯的作品中，映射了兰波，同样的事物总指代另外的事物。施雷伯排斥使用第一人称单数“我”，如小说《庇护权》中，小说主角多使用第三人称单数“他”指代“我”；再如《穿越周日》，这是他唯一一本全篇使用第一人称复数“我们”的作品。施雷伯的自传同样独树一帜，在他的自传作品中，第一人称“我”趋于消失：譬如，《撕裂的向日葵》全篇使用第三人称复数“他们”；《大约半小时的沉默》围绕三个叙述性故事展开（“鲍里斯和我”，“没有我的鲍里斯”，“鲍里斯独自一人”）。自传条约不再体现在人物姓名上，读者无法仅从主角和作者的名字看出这是自传作品，比如其作品中的“布林卡”（Borinka）或“伯利克”（Borik）同样也指代“鲍里斯”（Boris）。甚至《庇护权》和《坠入摇篮》这两部作品中的主人公都没有名字，仅有绰号，某种程度上讲，这也是一种暗喻他们是犹太人的高级表现方式……
施雷伯的作品《坠入摇篮》第29页提到，主人公“逃脱”了二战时德国纳粹对犹太人的屠杀，但并未“幸存”下来。亲历过二战噩梦的施雷伯，其文学作品始终摆脱不了纳粹屠杀留下的梦魇与阴霾，但，比起指代明确的“holocauste（特指纳粹大屠杀犹太人）”这个词，作者施雷伯更偏好在其作品中使用广义的“massacres（大屠杀）”，借此引入各种受排斥的人物形象，如流浪汉、妓女、残疾人。1977年出版的《阳光下的地道》一书中，借这些人物描写了民族解放运动中的其他种族暴力和政治乱象，一如小说的主人公的行动轨迹一样，社会改造计划突然转弯。相比真正的史实和历史的胜利者，施雷伯更好奇历史失败者为了活下去，如何重塑自我，并找到自我认同感。因此，施雷伯的作品始终贯穿着一种精神追求，这也是他初期小说中的几大中心主题。在他笔下，在语言和文字中，他的主人公穷极一生追求身份认同感，就像作者本人，在法语和俄语之间左支右绌，努力追求契合自己的语言。尽管施雷伯热爱文字，也爱玩弄文字，但他对于语言的态度比较复杂。施雷伯通过描绘自己或是刻画多个一事无成的或无能为力的作家形象，展现了一种语言的幻想。这种幻想从侧面展现了20世纪最悲惨的事件之一——二战带给他的无法磨灭的痕迹。如1958年出版的《剩下的时光》所写，战争期间，主人公在避难所偶然听到了一个单词，这个单词带给了他一瞬间的满足，但随后他便将这个单词忘记了，此后一生，他都致力于找回这个被遗忘的单词。

## 作品
- 庇护权（Le Droit d’asile），Denoël，巴黎，1957年。
- 剩下的时光（Les Heures qui restent），Denoël，巴黎，1958年。
- 缺席者的会面（La Rencontre des absents），Calmann-Lévy，巴黎，1962。战斗奖。
- 范霍恩福音书（L’Évangile selon Van Horn）， Belfond ，巴黎，1972年。
- 庞贝城的第一天（Les Premiers jours de Pompéi）， Belfond，巴黎，1973年。
- 深处的鸟（L'Oiseau des profondeurs）,Luneau Ascot，巴黎，1987年。以穿越周日（La traversée du dimanche）为名再出版，Fleuve noir，巴黎，1998年。
- 火山口（Le Cratère），Grasset，巴黎，1975年。
- 阳光下的地道（Les Souterrains du soleil），Grasset，巴黎，1977年。
- 锚环（L’Organeau），Jean-Jacques Pauvert，巴黎，1982年。
- 跌入摇篮（La Descente au berceau），Luneau Ascot，1984年。
- 夜晚的奶（Le Lait de la nuit），F.Bourin-Julliard，巴黎，1989年（ (Gallimard, 巴黎，1991年）。
- 撕裂的向日葵（Le Tournesol déchiré）,巴黎，1991年（Gallimard，« Folio »，巴黎，1993年）。
- 大约半小时的沉默（Un silence d’environ une demi-heure）, Le Cherche Midi，巴黎, 1996年（Gallimard，« Folio »，巴黎，1998年)。勒诺多文学奖。
- 墙外（Hors-les-murs）, Le Cherche Midi，巴黎，1998年（Gallimard, « Folio »，巴黎，2000年）。
- 挖掘机（L'Excavatrice）,Le Cherche Midi，巴黎，2000年（Gallimard, « Folio »，巴黎，2001年）。
- 血的温柔（La Douceur du sang）, Le Cherche Midi，巴黎，2003年 (Gallimard, « Folio »，巴黎，2004年）。
- 一千零一夜（La Mille et unième nuit）, Sables éditions，潘巴尔马，2005年。
- 伪标题（Faux titre），Le Cherches Midi，巴黎，2008年。